# Allotrichoma sicanum
Allotrichoma sicanum är en tvåvingeart som beskrevs av Canzoneri 1980. Allotrichoma sicanum ingår i släktet Allotrichoma och familjen vattenflugor. Inga underarter finns listade i Catalogue of Life.